# Вагон-автомобилевоз

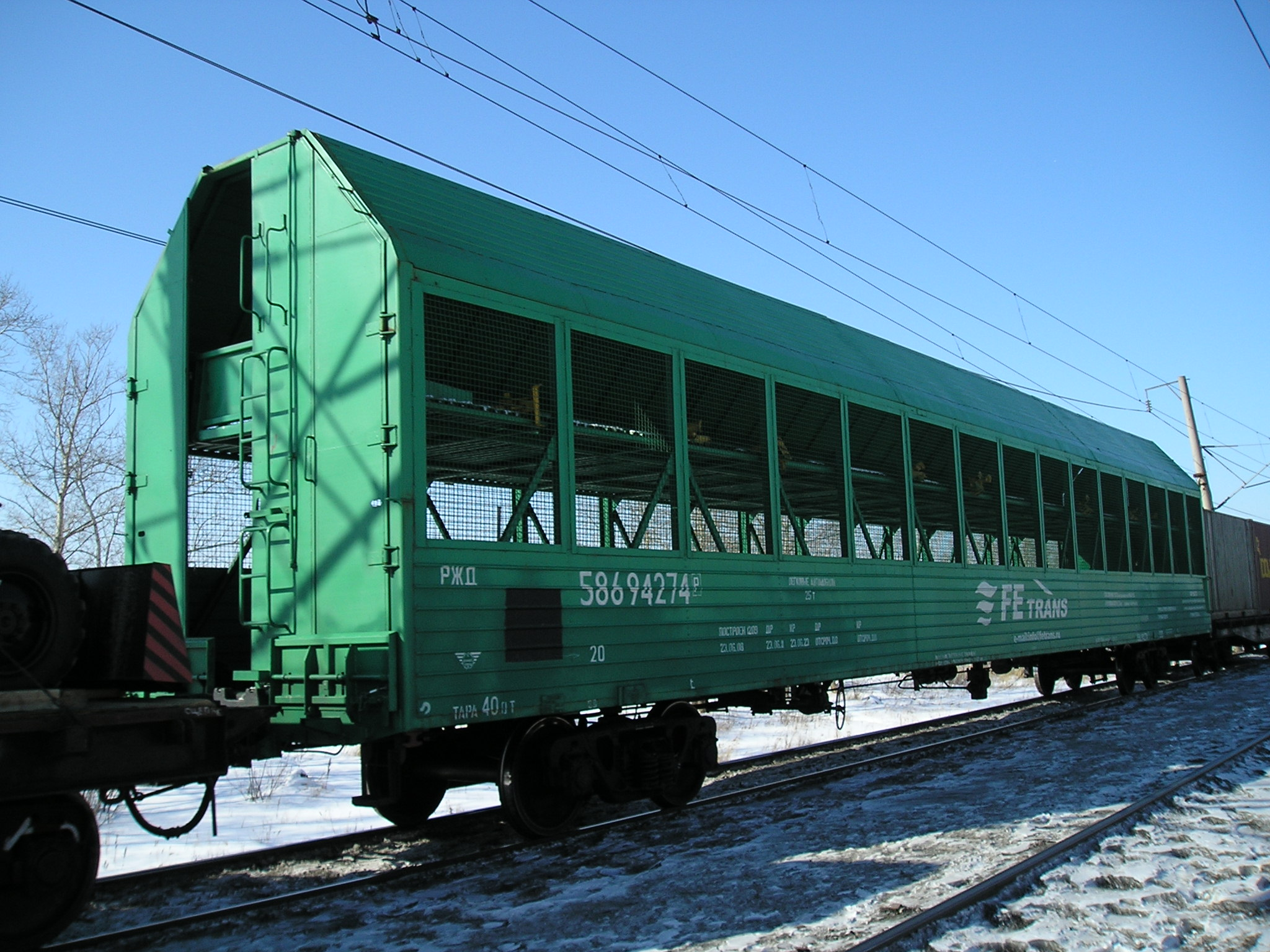
Вагон-сетка для перевозки легковых автомобилей в 2 яруса

Вагоны-автомобилевозы — грузовые вагоны специального назначения для перевозки автомобилей, прицепов к ним, микроавтобусов и троллейбусов. Представляют собой крытый вагон либо платформу, с двумя ярусами для увеличения вместимости, у них относительно большая масса при низкой грузоподъёмности.
В составе пассажирских поездов с 2012 года по предварительным заявкам курсируют автомобилевозы иной конструкции, сделанные на базе стандартных вагонов пассажирского парка. Их характерной особенностью является отсутствие боковых окон и одной пары боковых дверей, а вместо торцевых дверей у них установлены подъёмные двери наподобие гаражных ворот, сквозь которые осуществляется въезд и выезд автотранспорта. Автомобили в таких вагонах сопровождаются проводниками.

## Крытые вагоны
4-осные крытые автомобилевозы отличаются от других крытых вагонов большей высотой (около 5 метров от головки рельса против 4—4,5 метров) и длиной (21—25 метров по краям автосцепки против 11—24 метров).
- цельнометаллический вагон для легковых автомобилей, модель 11-К651 — грузоподъемность: 42 тонны; масса тары — 42 тонны;
- вагон для легковых автомобилей, модель 11-835 производства фирмы «Раутаруукки», Финляндия — для сохранности груза боковые поверхности вагона защищаются сеткой; грузоподъемность: 15 тонн; масса тары: 35 тонн; строились и поставлялись в СССР в 1980-х годах;[2]
- модернизированный вагон для перевозки микроавтобусов, модель 11-4081 производства АО «Днепровагонмаш» — для сохранности груза боковые поверхности вагона защищаются сеткой; грузоподъемность: 10 тонн; масса тары: 27 тонн; выпускается с 1992 года;
- вагон для легковых автомобилей, модель 11-287 (модернизированная на российские климатические условия[2] модель 11-835)производства «Алтайвагон» — для сохранности груза боковые поверхности вагона защищаются сеткой; грузоподъемность 16 тонн; масса тары: 36 тонн; выпускается с 1994 года;
- вагон для троллейбусов, модель 23-4082 производства АО «Днепровагонмаш» — для сохранности груза боковые поверхности вагона защищаются сеткой; грузоподъемность: 62,8 тонны; масса тары:- 31,2 тонны; выпускается с 1992 года

Крытый вагон для перевозки легковых автомобилей в 2 яруса, модель 11-9772
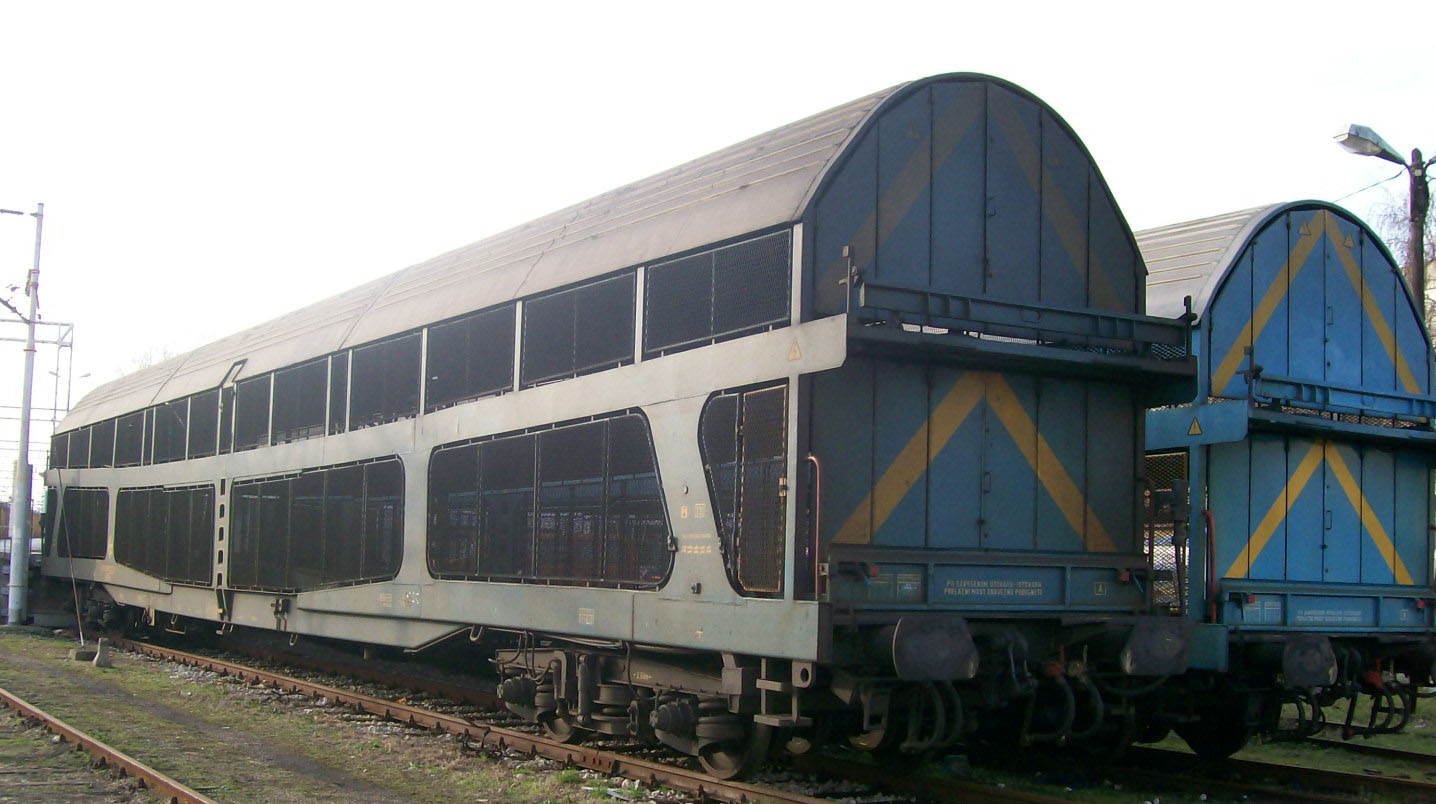
Крытые вагоны для перевозки легковых автомобилей, Хорватия

## Платформы
Платформы имеют существенный недостаток — они не защищают груз от внешних воздействий, в том числе вандализма. Обе модели 4-осные:
- двухъярусная платформа для легковых автомобилей, модель 13-479 производства КВЗ и ДВЗ им. газеты «Правда» — грузоподъемность: 20 тонн; масса тары вагона: 26 тонн; производились с 1970 года;[1]
- одноярусная платформа для перевозки автомобилей с полуприцепами, модель 13-9009 производства АО «Абаканвагонмаш» — грузоподъемность: автомобили с прицепами — 44 тонны, контейнеры — 60 тонн, полуприцепы — 36 тонн, равномерно-распределённого груза — 52 тонны; масса тары — 33,5 тонн; производятся с [1996 год]а.[1]

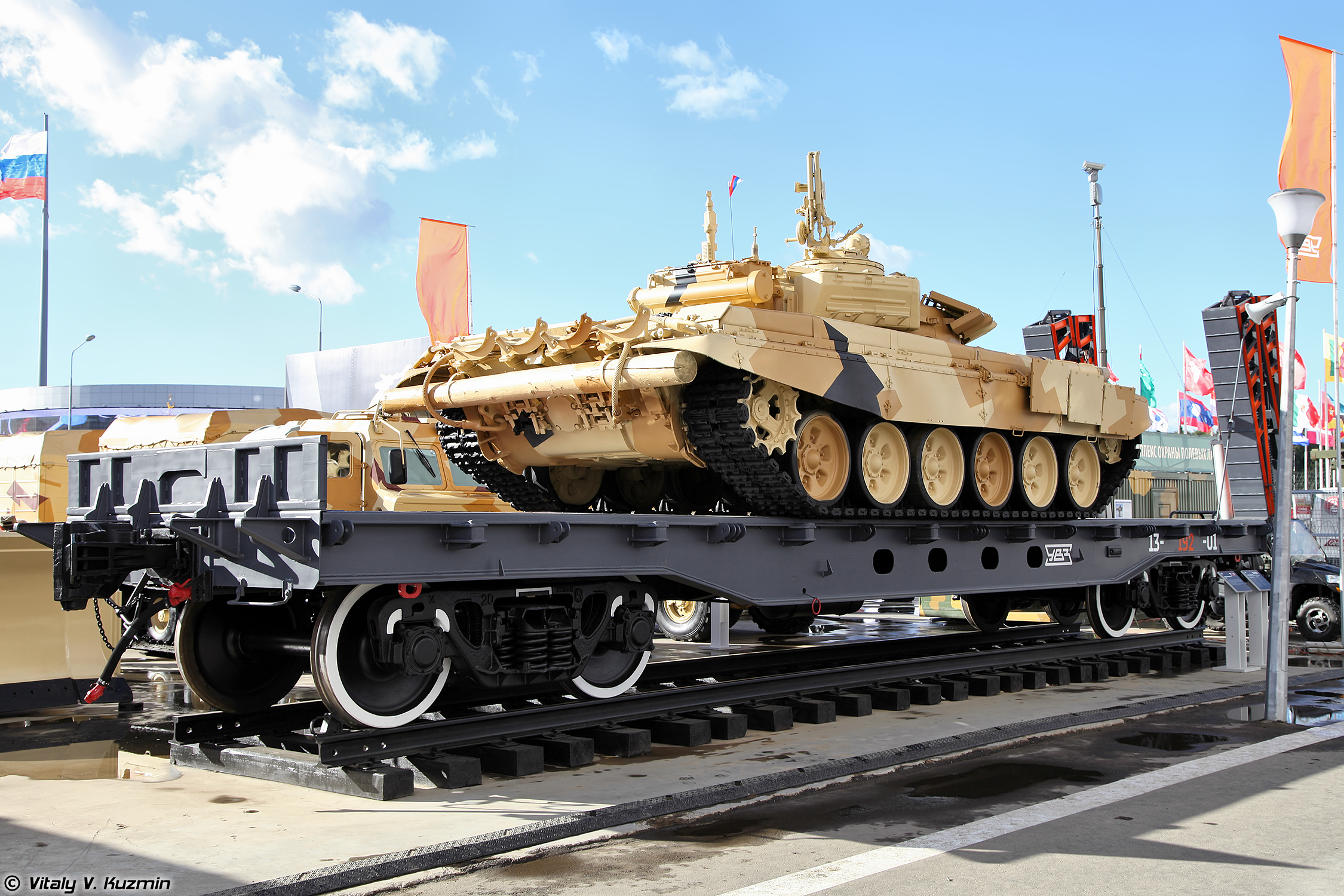
Платформа модели 13-192-01 оборудованная аппарелями для перевозки колёсной и гусеничной техники
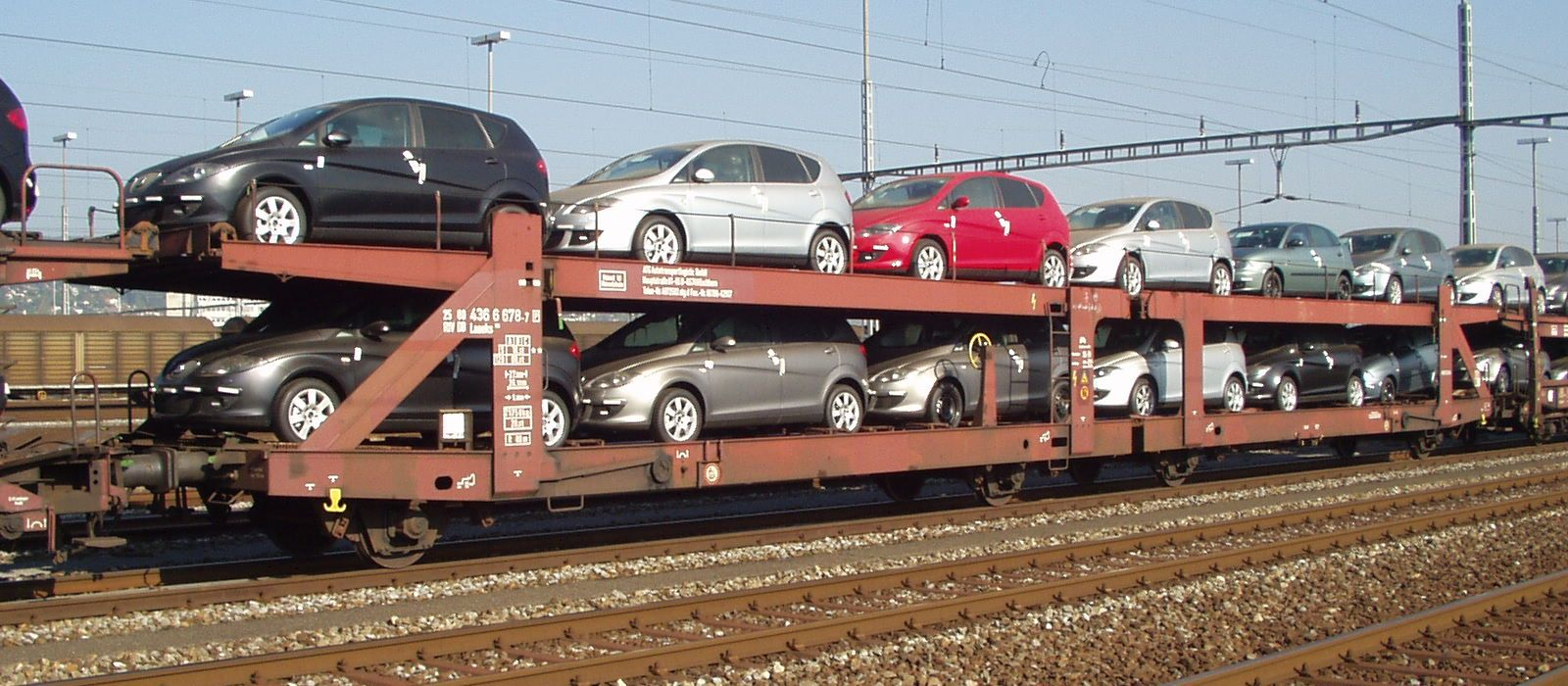
Двухъярусная платформа для перевозки автомобилей, Германия
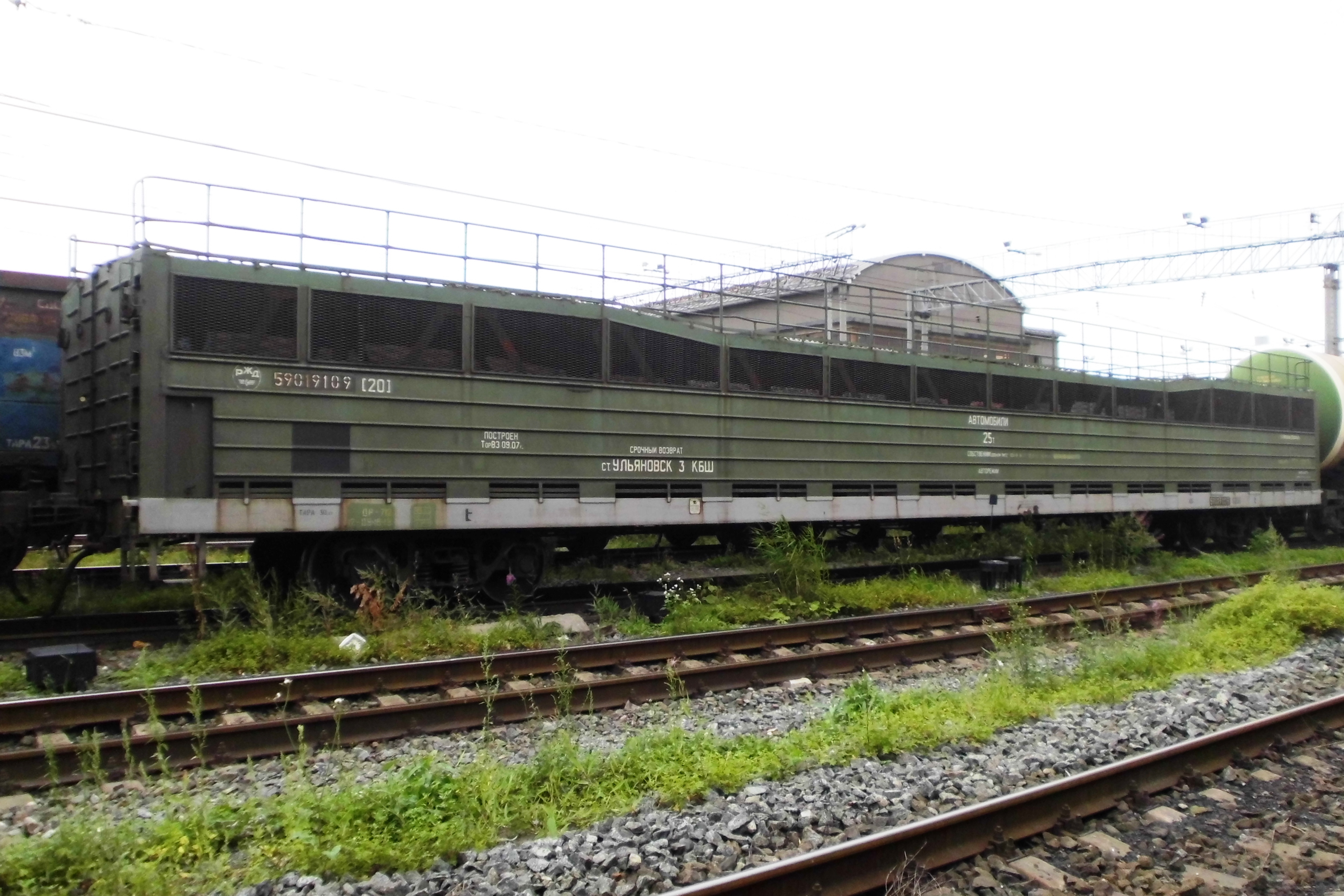
Двухъярусная платформа для перевозки автомобилей с закрытым нижним и открытым верхним ярусом, модель 13-9752

## Эксплуатация
Погрузка осуществляется в 10-15 сцепленных вагонов, подготовленных под погрузку, в них открываются торцевые двери, и автомобили, въезжая с эстакады, последовательно заполняют вагоны. Для этого обеспечивается беспрепятственный проезд машин по всему составу. Также важна высокая надёжность переходных площадок и фиксации автомобиля на платформе.